# وظیفه و قانون
زندانی (به هندی: Farz Aur Kanoon) فیلمی محصول سال ۱۹۸۲ و به کارگردانی کی. راگاوندرا رائو است. در این فیلم بازیگرانی همچون جیتندرا، راتی آگنیهوتری، هما مالینی، قادرخان، آسرانی، پریم چوپرا، شاکتی کاپور، بهارات بوشان، شارات ساکسنا ایفای نقش کرده‌اند.